# Ročevnica
Ročevnica – wieś w Słowenii, w gminie Tržič. W 2018 roku liczyła 577 mieszkańców.